# Christian Archibald Herter

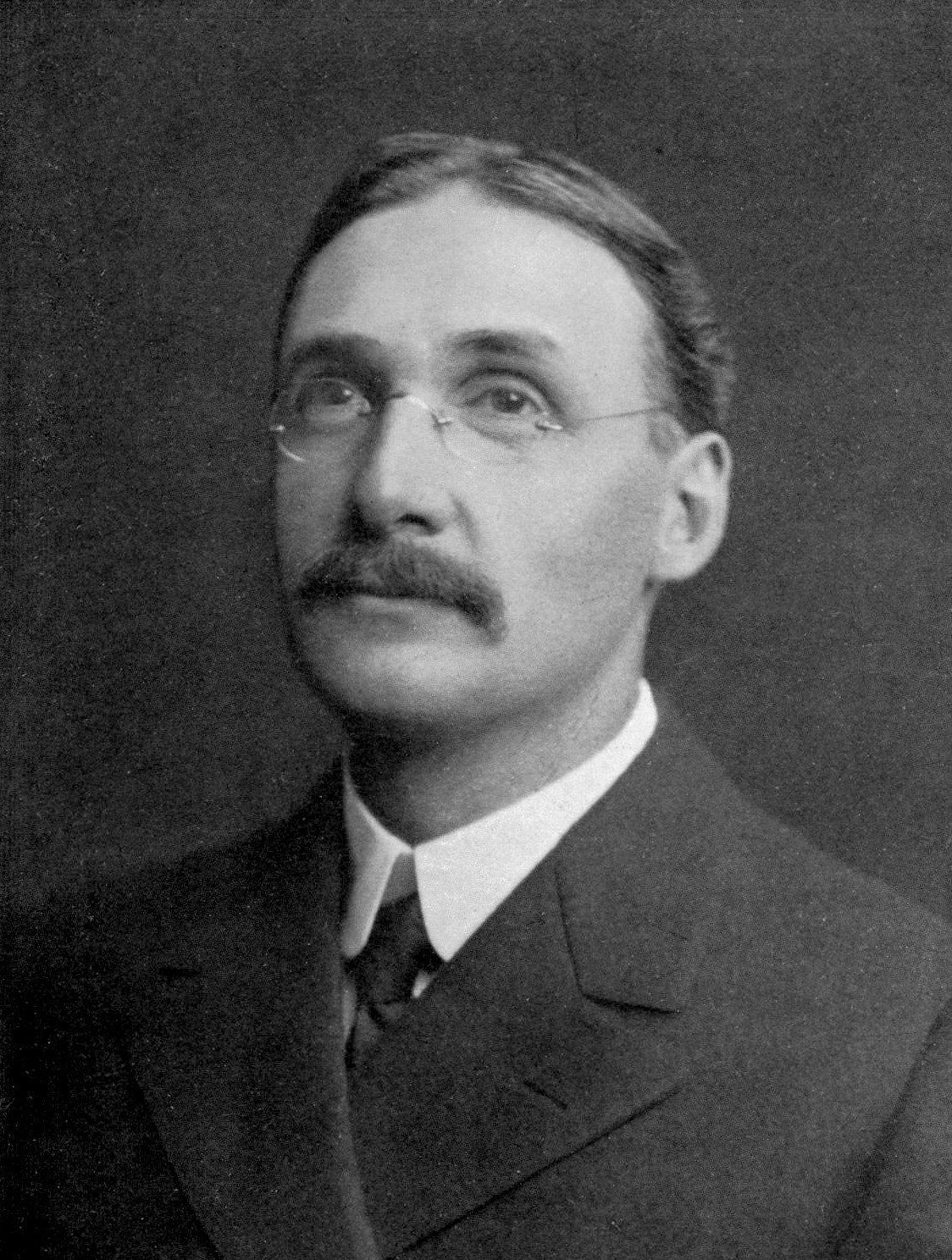
Christian Archibald Herter

Christian Archibald Herter (* 3. September 1865 in Glenville, Connecticut; † 5. Dezember 1910) war ein US-amerikanischer Mediziner und Pathologe. Er war Mitbegründer der Zeitschrift Journal of Biological Chemistry.
Herter wurde 1885 an der Columbia University promoviert. Anschließend setzte er seine Studien an der Johns Hopkins University unter William Henry Welch und bei Auguste-Henri Forel in Zürich fort.
1897 wurde er Professor für Pathologische Chemie am University and Bellevue Hospital Medical College. 1903 wurde er Professor für  Pharmakologie und Therapeutik an der Columbia University.

## Schriften
- The Diagnosis of Diseases of the Nervous System: A Manual for Students and Practitioners. Putnam's, New York und London 1892.
- Lectures on Chemical Pathology in its Relation to Practical Medicine. Smith, Elder & Co., Philadelphia 1902.
- The Influence of Pasteur on medical science. Dodd, Mead & Co. 1904.
- The Common Bacterial Infections of the Digestive Tract and the Intoxications Arising from Them'. Macmillan, New York, 1907.
- On Infantilism from Chronic Intestinal Infection. Macmillan, New York, 1908.
- Imagination and Idealism in the Medical Sciences. American Medical Association. 1910.
- Biological Aspects of Human Problems. Macmillan, New York, 1911.